# なぁゲームをやろうじゃないか!!
『なぁゲームをやろうじゃないか!!』は、桜玉吉作のテレビゲームを題材としたギャグ漫画。略称「なげやり」。『月刊アフタヌーン』1997年10月号より、ゲーム情報コーナー「アメゾ・ザ・ゲーム」の挿絵として描かれた4コマ漫画を前身に、1998年11月号から連載開始。なお、「アメゾ・ザ・ゲーム」掲載分は単行本1巻の巻末にまとめて収録された。

## 内容
桜玉吉の自宅に毎月、担当記者であるM上が訪れ、漫画のお題としてゲームタイトルの書かれたカードを渡す。玉吉はそのタイトルから連想されるダジャレを考案し、そのダジャレに従って日本各地へと取材に行く。連載の背景やタイトルからゲーム紹介漫画としての体も持っているが、ラストの大ゴマで「レッツプレイ！○○ー！」と宣伝をするのみで、漫画の内容はいっさいゲームと関連性を持たない。その代わり、ページ下段にM上記者によるゲーム紹介文が平行して掲載されている。

## 登場人物
連載が同作者の『幽玄漫玉日記』と同時期であるため、登場人物や作品内の話題について重複する点が見られる。
桜玉吉
作者本人。「アジト」を「アジ卜（あじぼく）」と読ませ卜占を始めたり、「ムジュラの仮面」を「うずら農家MEN」と解釈してうずら農家を訪ねたり、強引なダジャレをひねりだしてはゲーム内容といっさい関係の無い取材を行う。連載後期ではなぜかデブで脂ぎったオヤジとして描かれる時もあった。
M上（エムカミ）
アメゾ・ザ・ゲームからの担当記者であり、当作品における作者のパートナー。匣（はこ）に入れられた生首というキャラクターデザインで、「ほう」が口癖（京極夏彦の小説『魍魎の匣』のパロディ）。連載後期ではなぜか巨乳の美少女として描かれる時もあった。本誌では元々村Kと名乗っていたが、本作品でエムカミと呼称されてそれが周囲でも定着したようで、最終的に根負けしてエムカミを自称するようになる。
ぺそみちゃん
調布市に住む無職の女性。髪型はショートカット。『幽玄漫玉日記』『御緩漫玉日記』でのぱそみちゃんであり、当作品内では玉吉はもちろんM上記者にも惚れられる。複数人のメシヅルがいたり、自転車にひかれてもいつの間にか加害者の持ち物をくすねていたりと、無職ながらたくましく（？）生活する。
浜田マツ
玉吉が利用する駐車場のオーナー。強欲で性格の悪いクソババア（未亡人）、と初登場1コマ目で描かれるも、ダジャレのためにデートに連れ出される。
パンツアフロ
『幽玄漫玉日記』でのみげー君。みげー君がとある理由で、アフロヘアーのかつらをつけてブリーフ1枚の装いになった姿である。
繭ちゃん
玉吉の友人、竹熊健太郎の妻。連載当時24歳の幼な妻で、ダジャレのためだけに寝所に侵入される。

## 単行本
1. ISBN 4063342891
2. ISBN 4063344398

### 復刻版
単行本1巻発売から10年後の2010年2月10日、連載の中断から単行本に収録されなかった6編を含む復刻版がエンターブレインより刊行された。全2巻。
ページ下段のゲーム紹介文が全てM上記者による回顧録（書き下ろし）に変更されており、「あのコマはフィクションだった」「実は取材に行かなかった」「実写編で映っているのは誰々だった」と言った制作裏話がメインになっている。
未収録編ゲーム（全て復刻版2巻に収録）
- 恋よほう
- ぬくもりの中で
- カナリア 〜この想いを歌に乗せて〜
- クレイジータクシー
- サンサーラナーガ １×２
- 夜明けのマリコ

収録されていないゲーム（単行本に収録）
- AZITO2
- 機動戦士ガンダム 逆襲のシャア
- 機動戦士ガンダム ギレンの野望 ジオンの系譜
- ゼルダの伝説 ムジュラの仮面
- 実況パワフルプロ野球7
- ドンキーコング2001